# Falköpingsposten
Falköpingsposten var namnet på en dagstidning som utgavs i Falköping åren 1899-1916. Den politiska tendensen angavs som frisinnad. Bland tidningens redaktörer kan nämnas de liberala riksdagsledamöterna David Holmgren (1904-1906) och Oscar Bogren (1906-1916). Upplagan låg vanligen mellan 3 000 och 4 000 exemplar. 

### Webblänkar
- Nya Lundstedt, Kungliga bibliotekets databas över dagstidningar